# Кэтч
Кэтч, кетч (англ. catch, искажённое итал. caccia, см. качча) — бесконечный канон в унисон на английский текст светского содержания. Кэтчи получили распространение в Англии в XVII — XVIII веках. Исполнялись мужским вокальным ансамблем, обычно на 3 голоса. Расцвет жанра — в творчестве Г. Пёрселла, автора более 50 кэтчей.

## Краткая характеристика
Кэтчи нотировались (как и многие континентальные каноны) в виде одноголосной мелодии с указаниями вступления риспост. Количество голосов колеблется от 2 до 4 (обычно 3 голоса). Первое вхождение термина в опубликованной музыке — в сборнике нотоиздателя и композитора Томаса Равенскрофта «Pammelia» (1609). Среди других известных по имени авторов кэтчей (многие кэтчи анонимны) Генри Олдрич (Aldrich), Джон Блоу, Майкл Уайз (Wise), Джон Эклз. Более 50 канонов этой разновидности написал Генри Пёрселл, особенно известен его Кэтч о виоле (да гамба), Z 263; некоторое количество кэтчей Пёрселлу приписывается. Среди более поздних авторов кэтчей — Уильям Хейс (Hayes), Сэмюел Уэб (Webbe), Джон Колкот (Callcott), Томас Арн.
Светские тексты кэтчей, изобиловавшие двусмысленностями, в целом описываются как «беззаботные», или «беспечные» (англ. lighthearted). Некоторые тексты кэтчей начиная с периода Реставрации и позже (например, «My man John» Эклза или «Pox on you» Пёрселла) были откровенно непристойными.
Кэтчи распевали мужчины — поначалу низких сословий, а в XVIII веке — также и джентльмены. В 1761 году в Лондоне был образован «The Nobleman and Gentlemen's Catch Club», который просуществовал до второй половины XX века.

## Дискография
- The art of the bawdy song (анс. «Merry Companions»)